# عربستان سعودی در المپیک

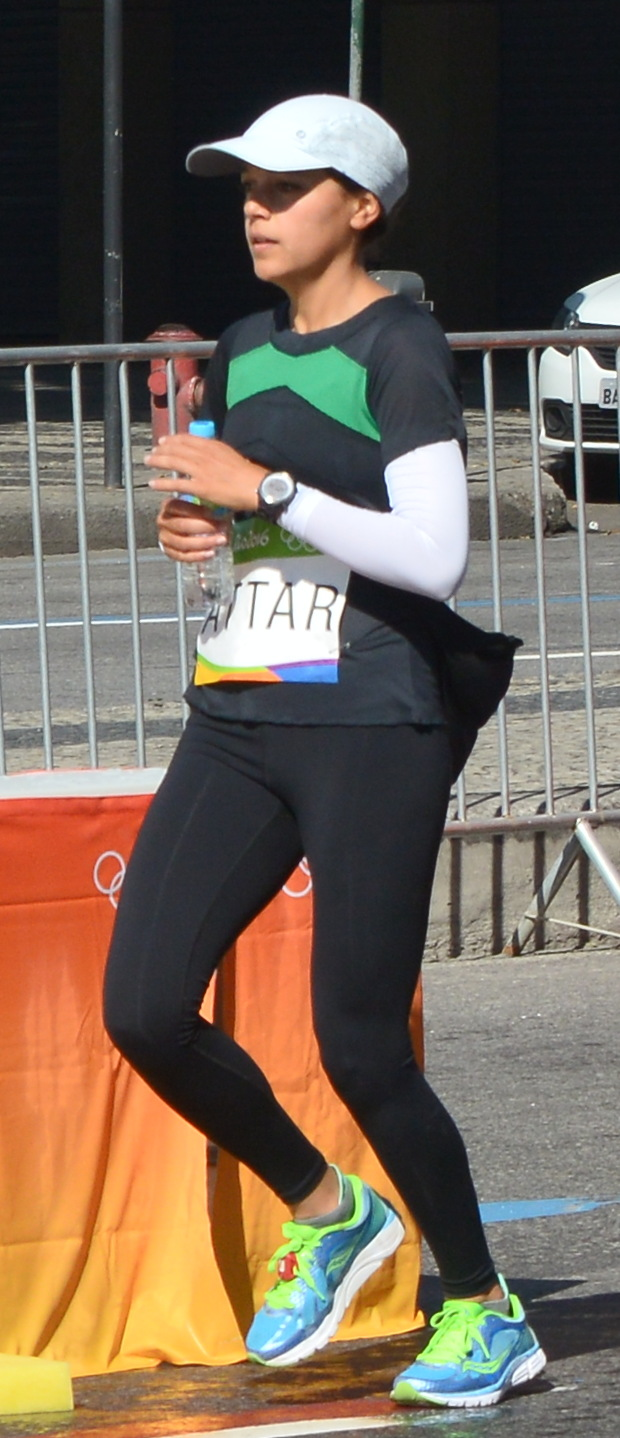
سارا عطار یک ورزشکار دوومیدانی است که در بازی های المپیک تابستانی ۲۰۱۲ به عنوان یکی از اولین بانوان نماینده عربستان سعودی شرکت کرد. او همچنین در المپیک ۲۰۱۶ در ماراتن شرکت کرد.

عربستان سعودی در دوازده دوره از المپیک تابستانی شرکت کرده است. آنها نخستین بار در بازی های المپیک ۱۹۷۲ در مونیخ ، آلمان غربی شرکت کردند. عربستان سعودی نخستین حضور خود را در المپیک زمستانی در سال ۲۰۲۲ تجربه کرد.

## حضور زنان در المپیک
پیش از ژوئن ۲۰۱۲، عربستان سعودی ورزشکاران زن را از شرکت در المپیک منع کرد.   با این حال، به دنبال فشار کمیته بین المللی المپیک بر کمیته المپیک عربستان برای اعزام ورزشکاران زن به بازی های المپیک ۲۰۱۲، در ژوئن ۲۰۱۲ سفارت عربستان در لندن اعلام کرد که با این موضوع موافقت شده است.  
درخواست هایی برای محرومیت عربستان سعودی از بازی های المپیک تا زمانی که به زنان اجازه رقابت نمی دهد، از سوی آنیتا دیفرانتز ، رئیس کمیسیون بین المللی زنان و ورزش کمیته بین المللی المپیک، در سال ۲۰۱۰ وجود داشت.  در سال ۲۰۰۸، علی آل احمد، مدیر مؤسسه امور خلیج فارس نیز خواستار محرومیت عربستان سعودی از بازی‌ها شد و ممنوعیت این کشور از ورزشکاران زن را نقض منشور کمیته بین‌المللی المپیک توصیف کرد. وی با بیان اینکه تبعیض جنسیتی نباید بیش از تبعیض نژادی قابل قبول باشد، خاطرنشان کرد: در ۱۵ سال گذشته، بسیاری از سازمان های غیردولتی بین المللی در سراسر جهان تلاش کرده اند تا برای اجرای بهتر قوانین خود مبنی بر منع تبعیض جنسیتی، IOC را لابی کنند. در حالی که تلاش‌های [آن] منجر به افزایش تعداد زنان المپیکی شد، IOC تمایلی به اتخاذ موضع قوی و تهدید کشورهای تبعیض‌گر به تعلیق یا اخراج نداشت. 

## نشان

### مدال های بازی های تابستانی
| دوره  | ورزشکاران    | طلا          | نقره         | برنز         | مجموع        | رتبه         |
| ۱۹۷۲  | ۱۰           | ۰            | ۰            | ۰            | ۰            | –            |
| ۱۹۷۶  | ۱۹           | ۰            | ۰            |              | ۰            | –            |
| ۱۹۸۰  | تحریم المپیک | تحریم المپیک | تحریم المپیک | تحریم المپیک | تحریم المپیک | تحریم المپیک |
| ۱۹۸۴  | ۳۹           | ۰            | ۰            | ۰            | ۰            | –            |
| ۱۹۸۸  | ۹            | ۰            | ۰            | ۰            | ۰            | -            |
| ۱۹۹۲  | ۹            | ۰            | ۰            | ۰            | ۰            | -            |
| ۱۹۹۶  | ۳۲           | ۰            | ۰            | ۰            | ۰            | -            |
| ۲۰۰۰  | ۱۸           | ۰            | ۱            | ۱            | ۲            | ۶۱           |
| ۲۰۰۴  | ۱۷           | ۰            | ۰            | ۰            | ۰            | –            |
| ۲۰۰۸  | ۱۵           | ۰            | ۰            | ۰            | ۰            | –            |
| ۲۰۱۲  | ۱۸           | ۰            | ۰            | ۱            | ۱            | ۷۹           |
| ۲۰۱۶  | ۱۱           | ۰            | ۰            | ۰            | ۰            | -            |
| ۲۰۲۰  | ۳۳           | ۰            | ۱            | ۰            | ۱            | ۷۷           |
| ۲۰۲۴  | future event |              |              |              |              |              |
| ۲۰۲۸  | future event |              |              |              |              |              |
| ۲۰۳۲  | future event |              |              |              |              |              |
| Total | Total        | 0            | 2            | 2            | 4            | 118          |